# Mölndalsbro

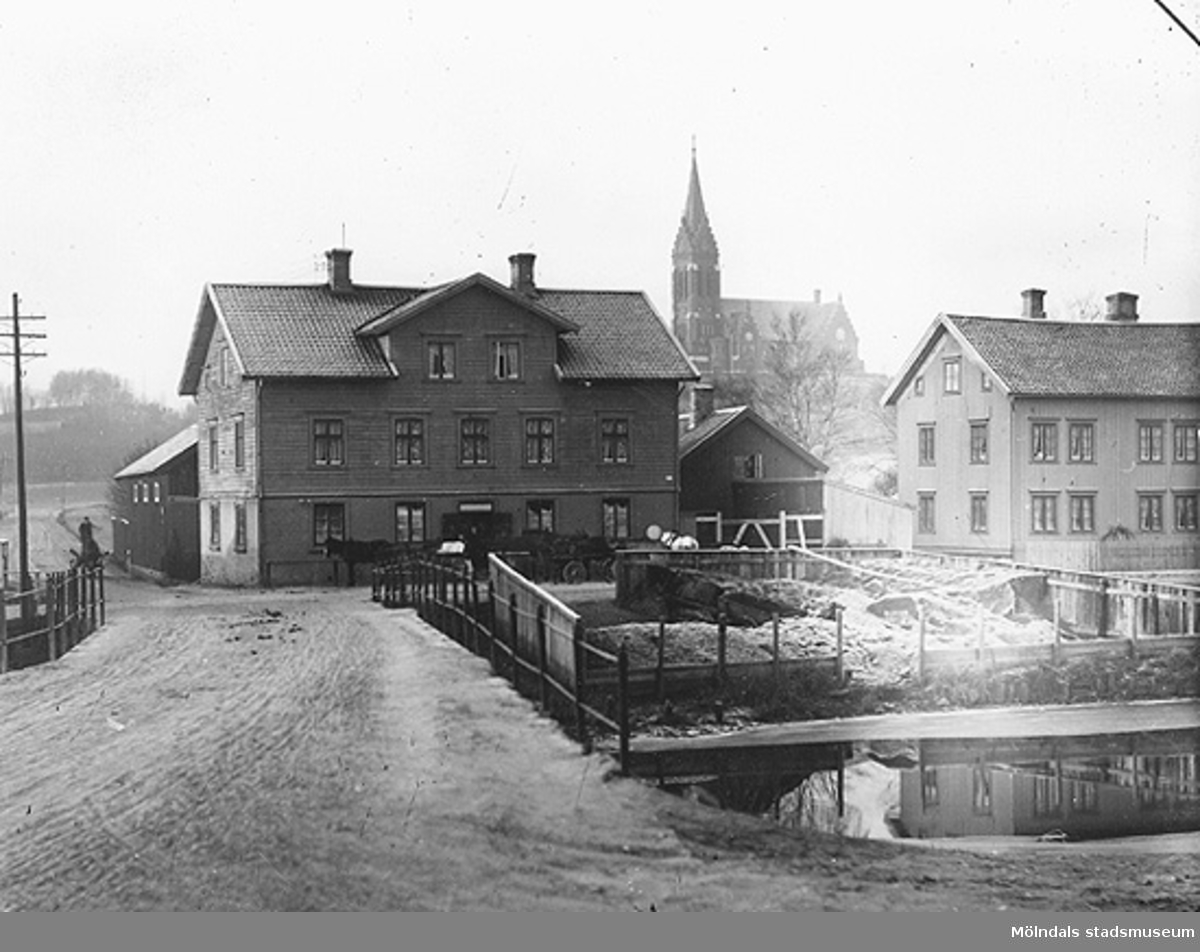
Gamla Mölndalsbro före 1900-tal.

Mölndalsbro eller Mölndals Bro är ett mindre område i nordöstra delen av kommundelen Västra Mölndal (motsvarande Fässbergs distrikt) i Västra Götalands län. Huvudsakligen omfattar området spårvagnens vändslinga och några kvarter sydväst därom i centrala Mölndal.

## Historia
Mölndalsbro var ursprungligen ett kommunikationscentrum, där Mölndalsån var en viktig vattenled mellan Mölndal och Göteborg och där de två viktigaste vägarna i socknen möttes. Namnet påträffas första gången 1694 (Möndahls Bro), och kom till genom att Göteborgsvägen och Kungsbackavägen går på åns västra sida och att man därför var tvungen att fara över ån för att komma upp till Mölndals Kvarnby. Namnet antogs den 17 december 1975 med skrivningen Mölndals Bro, vilket ändrades den 10 januari 1995 till Mölndalsbro. Markområdet vid Mölndalsbro hörde ursprungligen till Letsegården i Mölndals by. År 1976 avgränsades Mölndalsbro av: Göteborgsvägen, Åbybergsgatan, Storgatan och Tempelgatan samt en del av Frölundagatan.
Strax söder om Mölndalsbro fanns under 1800-talets senare hälft en hamnbassäng och magasinsbyggnader. Det var en lastageplats för de ångslupar på Mölndalsån som fraktade passagerare från Göteborg ut till Mölndal.
Den första egentliga bebyggelsen av Mölndalsbro kom till under senare hälften av 1800-talet. Utefter Göteborgsvägen växte den upp, gårdar som Bergmans (vid nuvarande Bergmansgatan), Bengtssons (vid Göteborgsvägen 11) och Ekmans (mellan nuvarande Tempelgatan och Bengtssons). Jordbruksmarken i området tillhörde gårdarna i Mölndals by, som låg kring Papyrus port, där Störtfjällsgatan utgår från Kvarnbygatan. Härifrån och ned till Mölndalsån och Mölndalsbro, gick ett brett stråk av deras åkermark. Även området från nuvarande Växthusgatan i norr och ned till den nuvarande vägbron Mölndalsbro i söder, hörde till hemmanen i byn. Alltså väster om bron. Under tidigt 1900-tal växte tätorten åt alla håll och Mölndalsbroområdet låg därför bra till för nybyggnationer, eftersom den trånga dalgången kring Mölndalsfallen sedan 1800-talet var fullbyggd.
Hästomnibussar för passagerartrafik började från 1865 att trafikera mellan Mölndals Kvarnby och Göteborg. De passerade över Mölndalsbro över nuvarande Kvarnbygatan och Göteborgsvägen. Kalle Bergman (1858-1900) var en av omnibussägarna, och ägde de gula omnibussarna Napoleon och Delfinen. Bergman bodde vid Mölndalsbro med adressen Mölndal Letsegård och Bergmansgatan är uppkallad efter honom (1926 och 1954). Då spårvägen 1907 var framdragen från Göteborg till Mölndal, samt att Hallandsbanan blev färdig 1888, slogs omnibussarna ut. Dessutom tillkom Boråsbanan 1894, med stationen Mölndals Övre. "Bilomnibussarna" återkom dock 1923, och gick i trafik mellan Hvitfeldtsplatsen i Göteborg och nuvarande Fässbergs kyrka. Men bussarna hade inte koncession att gå ända fram till Gamla torget förrän 1929, då Hilmer Johanssons bussar kunde fortsätta från kyrkan och fram till torget. Åren 1907 till 1929 saknades alltså allmänna kommunikationer till "Mölndals centrum," utan det som fanns där var endast järnvägsstationen Mölndals Övre.

### Den första centrumbebyggelsen

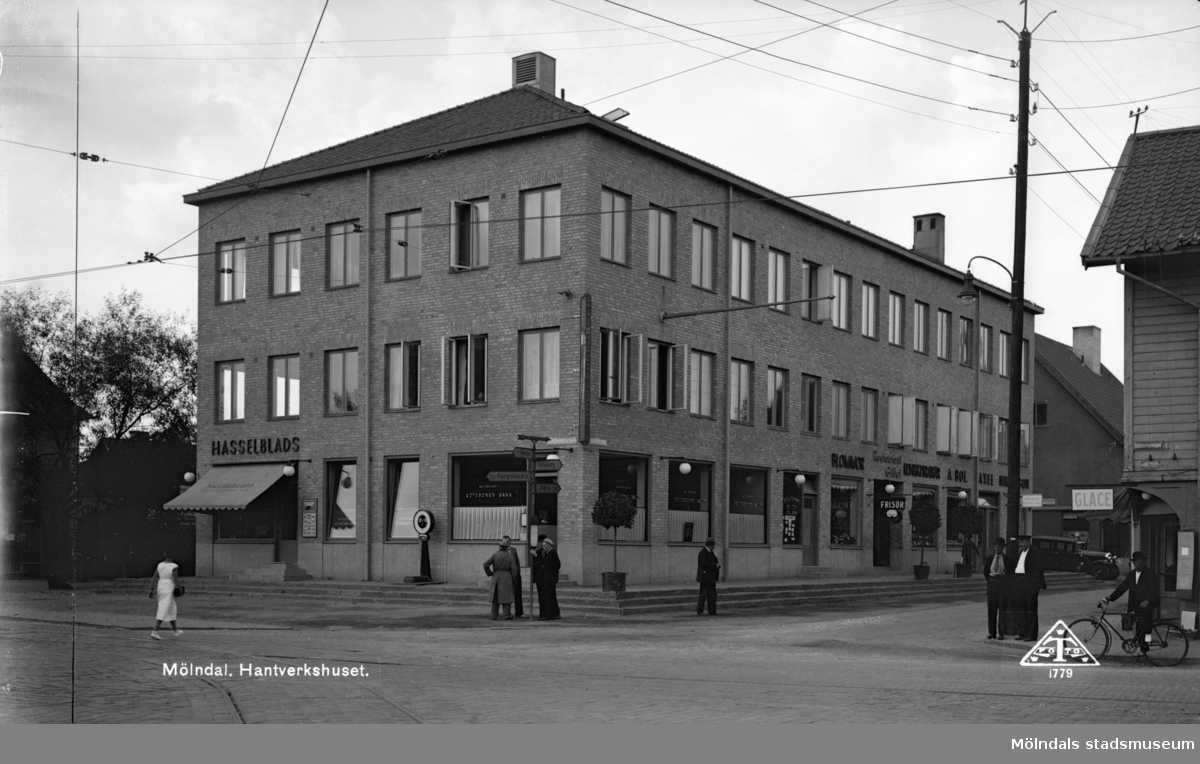
Hantverkshuset vid Frölundagatan på 1930-talet.

Handlaren Pål Wilhelm Nyman hade omkring år 1882 uppfört en byggnad i hörnet Göteborgsvägen 1/Frölundagatan 2. År 1933 uppfördes Hantverkshuset mittemot och Nymans byggnad revs år 1937. Ett nytt butiks- och bostadshus uppfördes på platsen under åren 1937–1938 av Byggnadsfirma Dan Frändberg. Där inrymdes postkontor och biografen Grand. Frändberg köpte år 1946 Göteborgsvägen 3 och 5, varefter byggnaderna revs 1949 och den nya byggnaden stod klar 1952. År 1949 uppfördes Göteborgsvägen 9/Tempelgatan 1, samt Tempelgatan 3 och 5. Frändbergska huset kom att kallas "Centrumhuset".
Posten flyttade år 1963 till en nyuppförd lokal på Frölundagatan 3.

### 1970- och 1980-talen

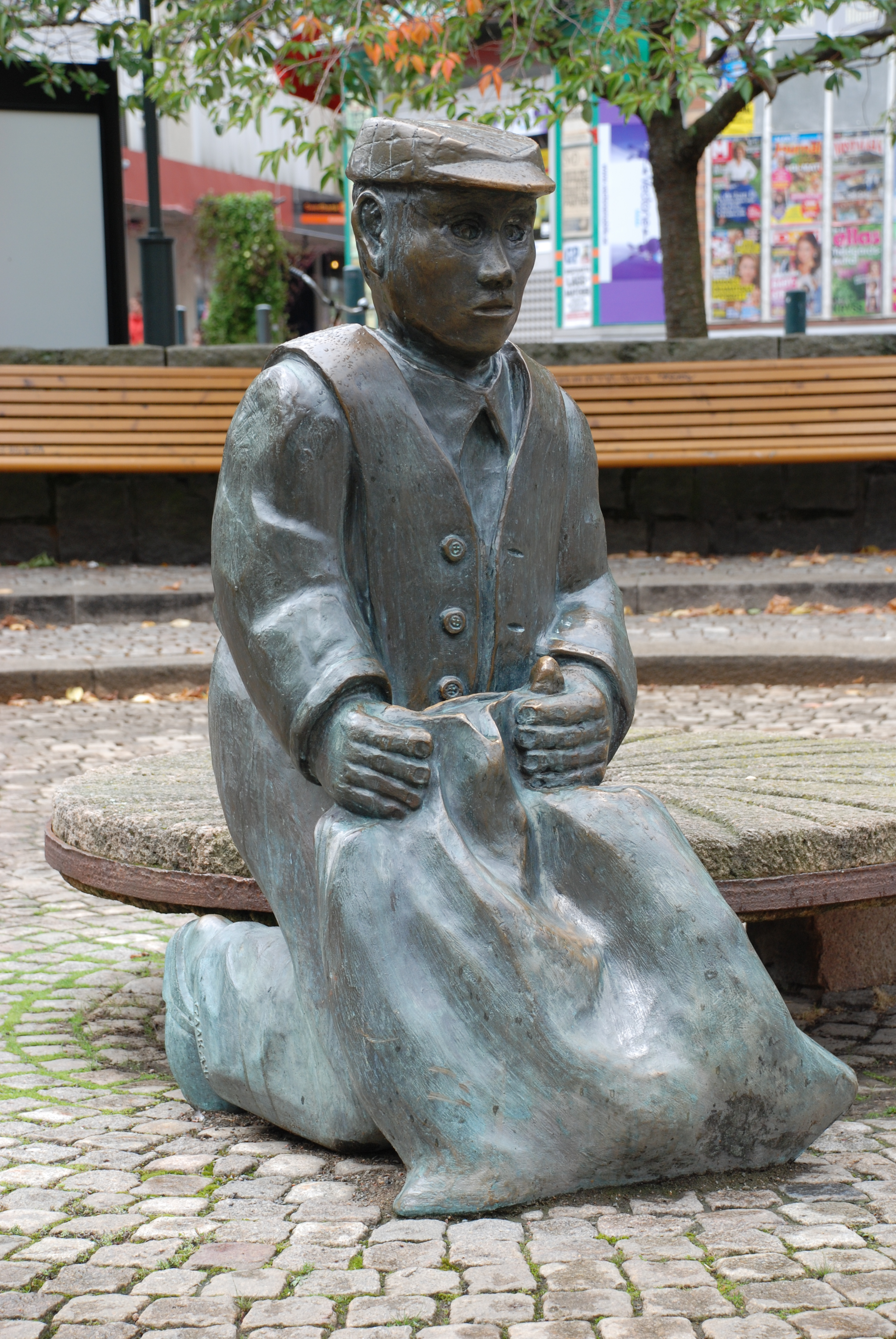
Albert på Mölndals torg.

År 1975 bildades "Företagareföreningen Mölndals Centrum", som 1976 bytte namn till "Företagareföreningen Mölndals Bro." Initiativtagare var Rune Sahlin, innehavare av Sahlins terrass från 1969 och sedan början av 1970-talet ordförande i Köpmannaföreningen, föregångaren till företagareföreningen. Tempo, bokhandel, Domus och banker utmed Frölundagatan planerades som huskomplex och byggdes i samverkan mellan kommunala Mölndals Centrum AB och företagareföreningen. Den 11 november 1976 skedde invigningen. Även bostäder inom området planerades under tidigt 1970-tal, och byggdes i huvudsak utefter Bergmansgatan. Sedan 1949 fanns bostadshus med affärer insprängda längs Tempelgatan. Man eftersträvade med detta ett levande Mölndalsbro, även när affärerna var stängda. Kvarteret Hajen med innegatan, "Snedsteget" kallat, invigdes 1980. Äldreboendet Mölndalsbro invigdes 1981. När Åhléns flyttade in i huset 1994, försvann innegatan.
Bron över järnvägen, motorvägen och Kungsbackavägen invigdes den 19 augusti 1975.
Kvarteret Havskatten, som ligger mellan kvarteret Hajen och Mölndals torg, var inflyttningsklart år 1984. I kvarteret bevarades den byggnad, som tidigare inrymt Gustaf Zackrissons möbelaffär, och som uppförts år 1954. Mölndals torg, även benämnt Alberts torg, invigdes den 9 november 1984, varvid statyn Albert avtäcktes.

### 1990- och 2000-talen
På torgets östra sida byggdes ett nytt hus, vilket stod klart år 1990. Affärscentrumet Mölndals Bro förnyades, och nyinvigdes under namnet Mölndals Centrum den 27 oktober 1993.
Scandic hotell söder om bron invigdes år 2000.